# Laguna de Llancanelo
La laguna de Llancanelo, se encuentra ubicada en el departamento de Malargüe, al sur de la provincia de Mendoza, en el centro-oeste de la Argentina. Desde el 7 de febrero de 1980 es una Reserva Natural de Flora y Fauna, mediante el decreto N⁠°09/80, con una superficie de 45 000 ha aproximadamente, la que abarca la totalidad del espejo de agua en su cota máxima y un delgado borde costero. Desde 1995 forma parte del Convenio de Ramsar. El 27 de noviembre de 2007 el Área Natural Protegida se amplió hasta las 88 000 ha aproximadamente, con límites volumétricos (600 m de altura y 600 metros de profundidad) incluyendo de este modo el espacio aéreo y gran parte de los sistemas de bañados provenientes de vertientes subterráneas. Se halla dentro de la reserva natural Laguna de Llancanelo.
Sus aguas son saladas y se alimenta principalmente del río Malargüe, como así también de los arroyos Carilauquen, Carapacho, los Menucos, Mocho y Malo, y de un importante flujo de aguas subterráneas.

## Toponimia
El término «Llancanelo» surge de la unión de yanca (piedra de cuarzo, con la que se construían las puntas de flechas) y nelo (color verde–azulado), que se estima hace referencia al color y al aspecto de la laguna de forma triangular, que observada desde lugares elevados adquiere la forma de punta de flecha que construían los nativos para cazar.

## Historia
En el pasado la región estuvo habitada por grupos de pobladores huarpes y puelches,en que basaban su alimentación en la caza y la pesca. La zona fue escenario de acciones en el marco de la llamada conquista del Desierto.
Durante décadas la zona fue afectada al pastoreo, principalmente ovejas, chivos y caballos. Hasta 1980 era habitual la presencia de cazadores y pescadores atraídos por la riqueza del lugar. 
En 1980 la región de la laguna y su entorno inmediato hasta una superficie de 40 000 ha fue protegida mediante el decreto provincial N.º 9/80 adquiriendo el nombre de Reserva Natural de Fauna Laguna de Llancanelo.
A partir de la creación de la reserva disminuyó sensiblemente la caza y pesca furtiva aunque se considera que estas prácticas continúan siendo una amenaza para la conservación.
Los primeros estudios científicos que se realizaron en el área corresponden a 1983 a cargo de un grupo dirigido por el profesor Raúl Aramburu de la Universidad de la Plata, en el cual se determinó la importante riqueza faunística que posee la zona. Las investigaciones no cesaron y años más tarde el profesor Heber Sosa completó el inventario de aves con unas 155 especies. A partir de 1990 realizó los primeros censos de la comunidad de aves acuáticas contabilizando hasta 200.000 individuos en verano y 60.000 en invierno. Estos números fueron confirmados y aún aumentados en estudios posteriores.
El 8 de noviembre de 1995, el área de la laguna y un entorno de 65 000 ha fue declarado como Sitio Ramsar (Humedal de Importancia Internacional) con el código RS #759 por la Convención de Ramsar (Irán, 1971) primer tratado de conservación de ecosistemas dedicado a la preservación de humedales en el mundo.
En 2007 mediante la Ley provincial N.º 7824 publicada en enero de 2008 se estableció la ampliación del área protegida de 42 000 a 80 000 hectáreas, con el objeto de resolver el conflicto que se había creado a partir de la explotación petrolera en la región.
En 2008 fueron incorporadas 65 000 ha al registro de las áreas importantes para la conservación de las aves de Argentina.

## Biodiversidad
El área presenta características biogeográficas equivalentes a las ecorregiones monte y patagónica, con zonas dominadas por las condiciones propias del humedal y espacios donde surgen elementos propios de la región altoandina.

### Flora
La flora de la reserva presenta ciertas variaciones locales producto de la variación de salinidad de las aguas y los diferentes tipos de suelos. Entre las especies características se encuentran algunas hidrófilas como las algas de agua dulce (Chara fragilis), la vinagrilla (Myriophyllum elatinoides), la típica de pantano (Eleocharis albiracteata), totoras (Scirpus olneyii) y berros o mastuerzos de agua (Nasturtium officinale) que ocupan los espacios bajos sumergidos o más húmedos.

En los sitios relativamente alejados del perilago o más elevados aparecen variedades del género Cortaderia.

Entre las especies propias de pastizal o estepa arbustiva se encuentran la vidriera (Suaeda divaricata), los pastos salados del género Distichlis, las zampas (Atriplex lampa) y los llaullines (Lycium chilense).

### Fauna

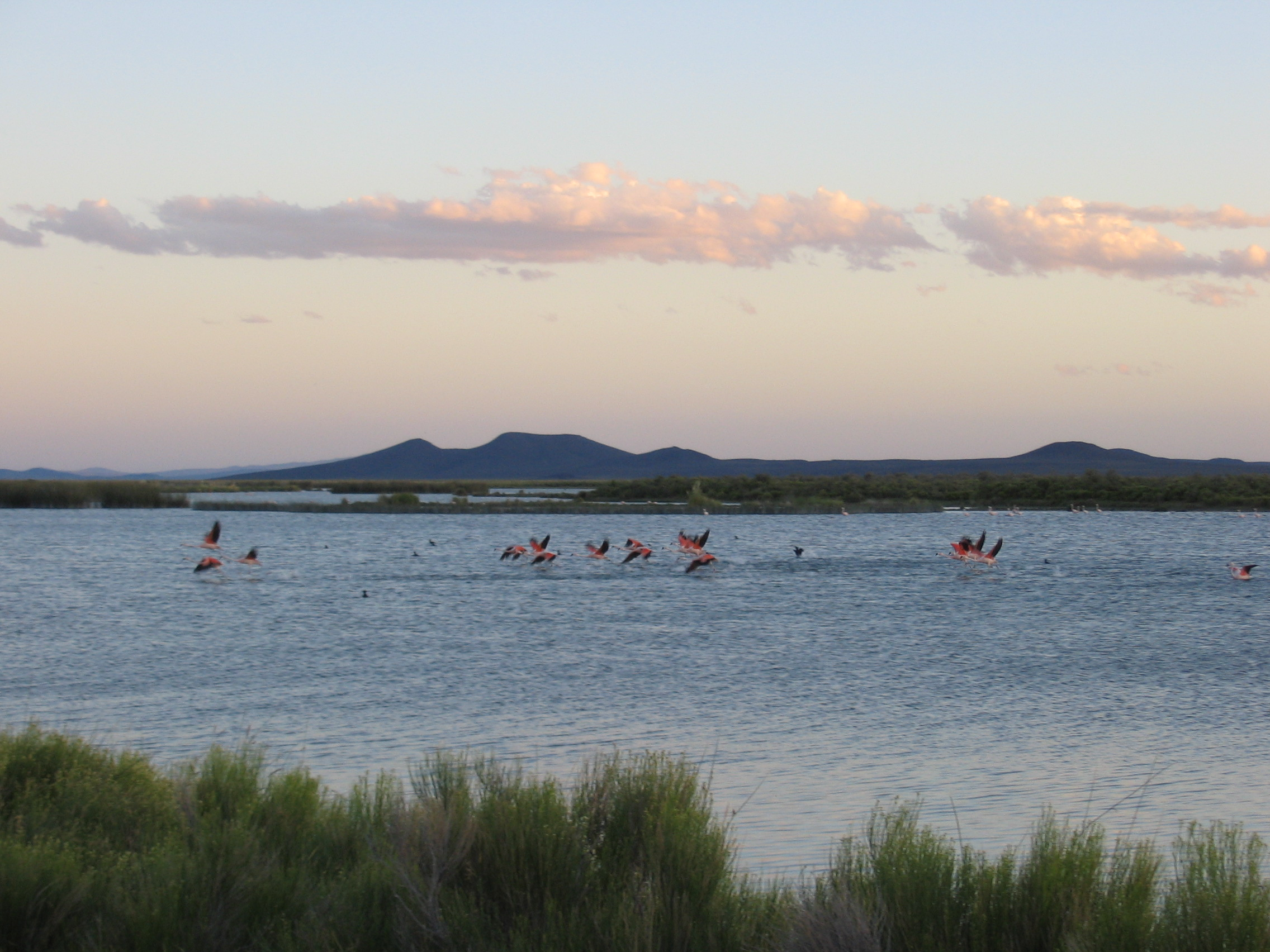
Flamencos en Llancanelo

La reserva es hábitat de gran variedad de especies de fauna. Entre los mamíferos más comunes se encuentran cuises (Galea musteloides) y (Microcavia australis), liebres criollas (Dolichotis patagonum), vizcachas (Lagostomus maximus), chinchillones (Lagidium viscacia), coipos (Myocastor coypus), hurones (Galictis cuja) y (Lyncodon patagonicus), zorrinos (Conepatus chinga), 
piches (Zaedyus pichiy), peludos (Chaetophractus villosus), zorros grises (Pseudalopex griseus) y colorados (Pseudalopex culpaeus), pumas (Puma concolor) y gatos monteses (Oncifelis geoffroyi).
Se han observado algunas especies vulnerables o amenazadas, como el pichiciego pampeano (Chlamyphorus truncatus) y la vizcacha colorada (Tympanoctomys barrerae).
La zona se destaca por su importancia ornitológica, especialmente especies acuáticas o características de espacios húmedos, entre las que se ha registrado la presencia de ejemplares de garza blanca (Ardea alba), cigüeña americana (Ciconia maguari), flamenco austral (Phoenicopterus chilensis), cisne coscoroba (Coscoroba coscoroba), cisne cuello negro (Cygnus melancoryphus), pato overo (Anas sibilatrix), pato colorado (Anas cyanoptera), cauquén común (Chloephaga picta), pato maicero (Anas georgica), pato barcino	(Anas flavirostris), gallareta chica (Fulica leucoptera), gallareta ligas rojas (Fulica armillata), chorlito doble collar (Charadrius falklandicus), playerito unicolor (Calidris bairdii), playerito rabadilla blanca (Calidris fuscicollis), gaviota andina (Chroicocephalus serranus) y gaviotín lagunero (Sterna trudeaui).

## Geomorfología
En la zona se hacen presente sedimentos terciarios y cuaternarios, donde surgen las rocas basálticas, estas corresponden a las épocas eruptivas: Plioceno y Pleistoceno. En la periferia predominan sedimentitas lacustres con alto contenido salino.
En los alrededores del área protegida se destacan los volcanes Carapacho, Trapal y Coral que forman un conjunto denominado campo volcánico de Llancanelo, que en conjunto con La Payunia fueron propuestos como Patrimonio de la Humanidad a la UNESCO en 2011.

## Conservación
Una de las mayores amenazas que enfrenta el área protegida es la disminución de la masa hídrica, lo que produce una visible retracción de la laguna y el humedal. Esto es producto de la escasez de precipitaciones y de la disminución del caudal del río Malargüe, cuyas aguas provienen del deshielo de las cumbres andinas, y que de lo que se estipula debería llegar a la laguna es utilizada por productores privados, quienes, mediante tomas clandestinas no permiten que llegue agua a la Laguna, a veces la sequía dura meses.
La región de la laguna de Llancanelo cubre un yacimiento petrolífero conocido desde las primeras décadas del siglo XX dentro de la denominada Cuenca Cuyana. Si bien de modo explícito la normativa ambiental de la provincia impide la explotación de hidrocarburos en el interior de las áreas protegidas, diversas circunstancias, entre ellas la falta o inexactitud en la definición de los límites, han ocasionado conflictos y controversias a lo largo del tiempo que en algunos casos, llegaron a las más altas instancias judiciales.

Paralelamente, existen iniciativas que buscan desarrollar metodologías que permitan la actividad extractiva minimizando el riesgo de impacto ambiental.
También son importantes las amenazas de las especies exóticas que son altamente invasivas y que hoy avanzan sin descanso sobre la superficie y las especies de la laguna, las exóticas más perjudiciales son el Tamarisco o Tamarindo y el Jabalí.